# ستيفن تايلور (لاعب كريكت)
ستيفن تايلور (9 نوفمبر 1993 في الولايات المتحدة - ) (بالإنجليزية: Steven Taylor)‏ هو لاعب كريكت أمريكي. شارك مع منتخب الولايات المتحدة الوطني للكريكت ومنتخب جامايكا الوطني للكريكت. أما مع النوادي، فقد لعب مع Barbados Royals ‏.

## وصلات خارجية
- ستيفن تايلور على موقع إي آس بي آن كريك إنفو (الإنجليزية)